# 海倫娜與大野狼先生
《海倫娜與大野狼先生》是一部由臺灣漫畫家布里斯創作的漫畫，最早連載於《CCC創作集》，後與日本角川「Comic Walker」合作連載日文版。本作榮獲2023年第十四屆金漫獎年度大獎，已被翻譯為日文、英文、法文、西班牙文與德文等多國語言。

## 故事簡介
海倫娜與亞瑟是一對親密的姊弟，兩人於父母喪生後進入育幼院。亞瑟在即將被收養時意外重傷住院，海倫娜便經常前往醫院為他朗讀繪本。某天，海倫娜抽中了她最喜歡的繪本“科學家與巨人”的簽名會資格，她在老師梅洛絲的帶領下前往會場。創作該繪本的作家“大野狼先生”此時正陷入的創作低潮期，在編輯奧利佛的強力勸說下，才戴著狼形頭套勉強現身，並與海倫娜有了些短暫的交流。
隔天，海倫娜回到簽書會會場遇到了奧利佛。為了改變陷入低潮期的大野狼先生，奧利佛決定帶海倫娜到大野狼先生的家。儘管嘴上不情願，大野狼先生仍讓海倫娜留下閱讀繪本直到深夜。他親自將海倫娜送回孤兒院，也與昔日好友梅洛絲相認。在對方的鼓勵下，大野狼先生開始在孤兒院教畫畫，試圖逃避對創作失敗的恐懼。他坦承幾乎想放棄創作，卻被奧利佛指出他的不甘心，因而再次回到畫桌前提筆。
不久後，海倫娜失蹤了。實際上亞瑟早在事故中喪生，而海倫娜因創傷產生了心因性失憶，記憶停留在亞瑟生死未卜的時刻。她發現其實亞瑟早已不在醫院裡，但仍難以面對弟弟已逝的事實。大野狼先生找到了海倫娜，將她帶回自己家中。他試圖透過海倫娜的繪本理解對方，並鼓勵她完成故事。兩人一起創作的過程中，海倫娜將故事的瓶頸與自身不幸的遭遇連結，爆發情緒說出自己未能保護弟弟的懊悔。在激動中，她不小心扯下大野狼先生的頭套，驚見對方有著嚴重燒傷痕跡的臉孔。當晚，亞瑟在海倫娜的夢中與她道別，並告訴她「妳不是一個人」。
大野狼先生出身於一個貧窮的家庭，長年飽受父親虐待，並與姊姊關係疏離。在他即將被燒死時，卻也是姊姊救了他。這段痛苦的回憶讓他意識到，即使世界並不公平，自己仍有改變的力量。海倫娜再次到醫院，在那位她誤認為是亞瑟的孩子病床邊，閱讀繪本故事直到對方離世。故事的結尾，大野狼先生向幫助他成為繪本作家的奧利佛道謝，並決定收養海倫娜。

## 靈感來源
故事背景是以1950~1960年代的英國為基礎的架空世界，是一個繪本文化已經發展完整的社會。大野狼先生的最初的設定並非普通人類，初始概念來自於莫里斯·桑達克的野獸國給作者的整體感受，反映了作者成年後歷經種種挫折。而海倫娜的原始造型是2018年作者塗鴉的少女角色，畫風致敬昆丁·布雷克，表現出作者小時候對繪畫保有的單純熱忱。
故事與作者過去的戀愛喜劇不同，以悲劇作為故事的基調，並依照劇情的需要融合了繪本插畫風格與漫畫風格。故事中投射出作者個人處於在各個創作階段的想法，反映了平常不敢表現出來的面向。深入探討創作者與讀者的關係，有時互相扶持、亦有立場反轉之處，表現在殘酷的現實中仍能靠創作帶來勇氣。 

## 外部連結
- 海倫娜與大野狼先生 - CCC創作集 （页面存档备份，存于）